# 茂汶杜鹃
茂汶杜鹃（学名：Rhododendron maowenense）为杜鹃花科杜鹃花属下的一个种。

## 扩展阅读
- 維基物種上的相關：茂汶杜鹃